# Kolimà
|  | Per a altres significats, vegeu «Kolimà (desambiguació)». |

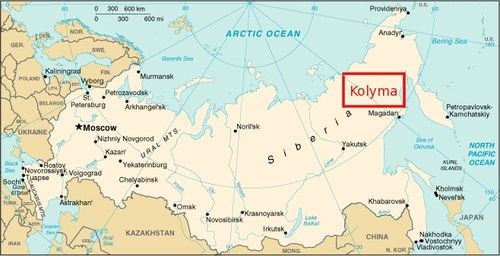
La regió de Kolimà, a la Sibèria nord-oriental

Kolimà (en rus Колыма) és una regió del nord de la república de Sakhà, a l'extrem est de Rússia.
La regió rep el seu nom del riu Kolimà, de 2.129 km de llarg, i que drena una conca de 680.000 quilòmetres quadrats. Aquesta conca està constituïda per muntanyes al sud i a l'est, que atenyen els 3.000 metres al mont Txen, a la serralada de Txerski, i per la vasta plana de Kolimà al nord, on el riu s'esmuny cap a l'oceà Àrtic. El seu cabal, de 4.060 metres cúbics per segon, és el sisè major de Rússia, després del del Ienissei, l'Obi, l'Amur i el Volga. El riu Kolimà roman glaçat a una profunditat d'alguns metres durant més o menys 250 dies a l'any, i només està lliure de glaç des de principis de juny a principis d'octubre.
Aquesta regió ha esdevingut tristament coneguda en haver estat la destinació principal dels deportats en l'URSS de Stalin i un dels llocs on s'ubicaven els GULAG.

Principalment és coneguda a través dels relats de Varlam Xalàmov.

## Introducció
Els presoners soviètics, o «làguerniks» com se'ls anomenava habitualment, parlaven del país glaçat de Kolimà com d'un "altre planeta". Aquest vast territori àrtic i subàrtic, amb les seues fronteres polítiques i geogràfiques mal definides, es troba en el més llunyà confí nord-est de Sibèria.
Kolimà és tan diferent d'altres regions asiàtiques, i ho és en tants aspectes, que es pot considerar metafòricament com un món a part. L'allunyament i l'aïllament, la rigorositat del clima, i les condicions de vida molt dures han fet d'aquest infern glaçat un indret singular de Sibèria.
Els ciutadans de la Unió Soviètica temien Kolimà més que a cap altra regió de l'Arxipèlag del Gulag: "Kolimà znàtxit smert" ("Kolimà vol dir mort"), es deia a l'època.
Kolimà presentava una especifitat remarcable entre les nombroses regions de Sibèria del Nord: la seua riquesa en jaciments d'or. Després de la descoberta del seu potencial miner, la regió va esdevenir objecte d'una explotació intensiva. Els presoners van ser les eines principals en aquesta operació duta a terme per l'Estat. Milions d'«enemics del poble», utilitzats com a mà d'obra esclava van morir a les mines d'or del nord siberià. El sistema tenia un doble objectiu: l'explotació dels recursos miners i simultàniament, la liquidació dels oponents. La natura i Stalin van fer de Kolimà el país de l'or i de la mort.
Molt abans que aquest territori llarg temps ignorat fóra conegut com el « forn crematori blanc » o « el país de la mort blanca », alguns exploradors russos, caçadors i aventurers, ja n'havien parlat.
Dos factors havien mantingut els pioners russos fora de la regió: el seu clima rigorós i l'aïllament geogràfic. Aquests factors combinats van crear una sòlida barrera que va retardar la redescoberta de Kolimà fins a les primeries del segle xx.
Els primers exploradors de la regió van trobar les condicions climàtiques de Kolimà massa dures. Els presoners soviètics no van tenir possibilitats de triar. Havien de suportar aquestes condicions tant de temps com pogueren. Una màxima coneguda en tot Rússia deia: "Kolimà, Kolimà, oh planeta encantat / l'hivern té dotze mesos, el que resta és l'estiu."
La inaccessibilitat de la regió va suposar l'abandó d'un projecte de carretera entre Vladivostok i Magadan, la capital de Kolimà. L'únic enllaç possible es feia per via marítima, de Vladivostok al petit port de Magadan, Kamtxatka i el port de la mar àrtica d'Ambàrtxik. Es va crear una flota de vaixells de càrrega que transportava els presoners d'anada o de tornada.
L'any 1932, arribà el primer director dels camps de treball de Kolimà, Eduard Berzin. Sota la seua direcció, Kolimà va esdevenir la nova frontera de la Unió Soviètica. Tota l'economia hi estava basada en el treball forçat dels presoners. Poc després, la primera carretera transversal vers el Nord va passar de 13 a 1034 km, anant de Magadan al port àrtic d'Ambàrtxik. Milers de camps de treball van ser construïts al llarg d'aquesta carretera, i milers de mines, principalment d'or, van entrar en explotació.

### La capital: Magadan
La clau del desenvolupament ràpid era la capital de Kolimà, Magadan. Aquest petit poble de pescadors va desenvolupar-se ràpidament en una activa colònia penitenciària. Centenars de milers de presoners hi arribaven cada any, destinats als camps de treball. Constituïen la població de Magadan i del país que l'envoltava, i se'ls considerava destinats a treballar fins a la mort, perquè cap retorn no havia estat previst. Consegüentment, Magadan, que comptava només amb 165 cases l'any 1935, va esdevenir en mig segle una ciutat de 165 000 habitants.
Publicacions soviètiques, com el llibre « Magadan », descriuen la ciutat com un lloc agradable i modern: viu, en progrés i, sobretot, lliure. No hi ha cap indicació del fet que va ser el treball esclau el que va provocar el naixement de la ciutat, al preu d'innombrables morts i patiments. La capital del Nord sembla no tenir ni record, ni vergonya ni desig de conèixer els crims del seu passat.
Cap frase o paràgraf dedicat a totes les nacionalitats soviètiques i als nombrosos presoners de països com ara l'Afganistan, Alemanya, Armènia, Belarús, Corea, Letònia, Lituània, Mongòlia, Polònia, Romania, Ucraïna, la Xina, o els presoners de guerra japonesos de la Segona Guerra Mundial, que van viure, van treballar i van morir ací. Amb el desmantellament dels camps de treball en els anys 1950 i 1960, la memòria dels esclaus eliminats i de les víctimes de guerra han desaparegut dels llibres d'història i dels arxius dels despatxos governamentals. Tot i que certs informes han vist la llum a partir dels vells arxius soviètics, la negació del que va succeir a Kolimà continua fins als nostres dies.

## L'origen dels presoners
Els presoners, producte de les repressions estalinistes, van començar a arribar a Kolimà al principi dels anys 1930 per a començar l'explotació dels recursos naturals. La flota de transport ad hoc, transportava la seua càrrega humana, només amb bitllet d'anada, al glaçat país del Nord. Molt pocs entre ells van poder tornar al seu país d'origen, i els qui van retornar ho van fer generalment invàlids; víctimes de congelacions greus. La majoria reposa en les fosses comunes, excavades al permagel, soterrats sota muntons de pedres o emportats pel desglaç de primavera cap a l'oceà Àrtic.
Amb l'esclat de la Segona Guerra Mundial l'any 1939, i la invasió de l'est polonès pels soviètics, l'imperi estalinista va trobar nous recursos de mà d'obra forçada per a cobrir les seues necessitats. Al voltant de dos milions de polonesos van ser arrencats violentament de les seues cases per la policia soviètica i deportats als vastos territoris de Sibèria i Kazakhstan. Van ser col·locats en les instal·lacions col·lectives de la taigà o bé tramesos com a mà d'obra esclava als camps de regions nòrdiques allunyades. Els estranys noms de les regions àrtiques i subàrtiques de Sibèria van entrar així als llibres d'història polonesos. La major part d'aquests van esdevenir sinònims del calvari suportat pels polonesos presents a la Unió Soviètica durant la guerra.
Ràpidament, tres altres països, violentament annexionats a la Unió de Repúbliques Socialistes Soviètiques, van contribuir a proveir mà d'obra al sistema concentracionari del Gulag. Els patriotes d'Estònia, Letònia i Lituàniavan seguir el camí tràgic dels polonesos. Això per ni mencionar els ucraïnesos i belarussos en el mateix destret.

## El transport dels presoners vers Kolimà
El treball forçat hauria tingut un feble impacte en l'economia soviètica sense la infraestructura que permetia el desplaçament dels presoners des del seu lloc d'origen fins al punt d'utilització i de destrucció. El tren Transsiberià va esdevenir el principal mitjà de transport per conduir els presoners a la seua destinació al llarg de la línia, per a després distribuir-los entre els diferents indrets del nord siberià. L'extrem oriental, Vladivostok, era el final de viatge per als presoners amb destinació Kolimà. Així, el viatge terrestre (Moscou - Vladivostok: 9.300 km) hi arribava a la fi per a aquells que havien d'anar a l'extrem est de Sibèria. L'únic mitjà per a atènyer les costes de Kolimà eren les mars del nord, com la mar del Japó i la mar d'Okhotsk. Amb aquest propòsit es va crear la flota de transport amb base a Vladivostok.

### Els vaixells d'esclaus
Cada vaixell, com el Djurma, el Sovlàtvia, el Dalstroi, el Dekabrista i molts d'altres, transportaven als seus cellers uns quants milers de presoners. Tots aquests vaixells, originalment naus de càrrega, van ser modificats per tal que pogueren transportar la major càrrega humana possible.
Un vaixell típic era el Djurma. La seua distribució interna il·lustra com era transportada la càrrega humana als cellers. S'havia construït una estructura de fusta al llarg dels murs dels cellers, que comprenia quatre nivells de llits de fusta, servint el sostre com a nivell cinquè. Cada nivell estava dividit en seccions; cadascuna de les quals estava destinada a acollir cinc homes gitats. Per col·locar-se, els presoners havien de deixar lliscar les cames per endavant amb el cap a la banda del corredor, per tal d'evitar l'asfíxia. Si no hi havia prou lloc, els presoners havien d'utilitzar els corredors, per a un viatge marítim de sis a onze dies.
Els vàters consistien en barrils, anomenats « paraixas », que periòdicament es buidaven a la mar. Aquests barrils es tombaven sovint, estenent les dejeccions pels cellers.
En aquests vaixells sobrecarregats, l'aliment sempre es proporcionava en quantitats reduïdes. En aquell temps tot el país patia fam, i els esclaus havien de ser els darrers de la llista quan es tractava de repartir l'aliment. Al vaixell, les racions eren fins i tot per davall de les quantitats normals a les presons. El dinar habitual d'un presoner durant la travessia consistia en una escassa porció de pa, una porció de xucrut i un cànter d'aigua per cada quinze homes. Aquesta política seguia la regla que es practicava al sistema concentracionari, segons la qual « els homes que no treballen no necessiten alimentar-se ».
La ventilació de l'interior dels cellers era un altre problema. L'aire fresc entrava per les trapes superiors dels cellers. Tanmateix, fins i tot quan es trobaven completament obertes, la quantitat d'aire que entrava era amb prou feines suficient per evitar l'asfíxia. A més, les trapes i la porta principal estaven sempre tancades quan el vaixell passava per aigües territorials japoneses. Cada dia de viatge es cobrava la seu ració de vides humanes.

### Les catàstrofes
El Djurma va tenir un paper important en aquestes trgèdies. La seua memòria ha estat preservada per a la posteritat en els llibres, com ara Kolyma, de Robert Conquest. Aquests incidents són testimoni del poc valor que els caps de la Unió Soviètica donaven a la vida humana. Vet ací algunes de les històries narrades en l'esmentat llibre:
Durant un dels seus viatges cap al port àrtic d'Ambàrtxik, el Djurma va quedar immobilitzat pel glaç, a causa de l'arribada del fred. Davant la impossibilitat de trencar el glaç, el vaixell va romandre al mig de les aigües gelades durant tot l'hivern, amb una càrrega de 12 000 homes. Els soviètics no tenien cap mitjà de socórrer-los, i no van acceptar l'ajuda estrangera proposada per una estació meteorològica americana de l'àrtic. Aquesta decisió va estar certament presa per la por de revelar el sistema d'esclavatge a la resta del món. La càrrega humana sencera va morir de fred i fam als cellers. Finalment, el Djurma es va veure deslliurat del glaç a la primavera i va poder continuar la missió que li havia estat consignada.
En altra ocasió, en plena mar, els criminals de dret comú van calar foc a un celler. El comandant del vaixell va prendre la decisió més simple. La tripulació va tancar les trapes, i la càrrega humana sencera va morir per asfíxia. El foc es va apagar i el vaixell va ser arranjat per tal d'acollir una nova càrrega.
Robert Conquest menciona una altra catàstrofe, l'explosió del Sovlàtvia, que portava presoners lituans i una càrrega de dinamita. L'explosió va ser provocada probablement per un sabotatge dels presoners.
Una font polonesa informa d'altre incident que va implicar el Djurma. A la primavera de l'any 1941, el vaixell, transportant 8.000 homes (incloent-hi un contingent de 3.000 polonesos), va sofrir una altra catàstrofe en el curs d'una violenta tempesta. Al celler les lliteres centrals es van enfonsar i van caure sobre centenars d'homes que van quedar coberts de trossos de fusta i de cossos humans. Hi va haver alguns morts i nombrosos ferits; el nombre exacte no va ser mai divulgat.
La resta de la flota de la ruta del nord va poder patir incidents similars, però molts relats mai no van poder eixir del país de la mort blanca. El sistema policial no hauria deixat passar mai un d'aquests relats fora de la glacial Kolimà.

## L'organització de la producció
Tots els esforços del sistema es dirigien cap a una producció d'or més eficaç. La mancança de mètodes i equipament moderns van conduir els dirigents a resoldre la falta de productivitat augmentant la mà d'obra forçada. Comptaven amb què aquests mètodes primitius assegurarien una producció màxima a canvi d'un cost mínim per a l'Estat. La idea inicial era que cada empresa havia de ser autosuficient, i produir un retorn lucratiu per a l'Estat.
Hi va haver diverses organitzacions encarregades de la supervisió de la producció d'or. Una d'elles, l'USWITL (per a l'«Administració de la força de treball correctiva del nord-est») va ser dirigida per un tal Garanin. El període del seu regnat draconià va ser conegut en la tradició penal de Kolimà com la «Garàninxtxina», que significa «el temps del terror sàdic de Garanin». Difícilment es podria afirmar que els seus successors van millorar el sistema que ell havia creat. Cap d'ells va intentar introduir novetats que milloraren les condicions de vida dels presoners. Noms com Vitxniovietski, Gakàiev i Drabkin van passar a la història de Kolimà com els d'administradors brutals, sempre exigint i mai transigint.

### Els testimonis dels polonesos
Aquest període la història de Kolimà va ser conegut pel món pels testimonis dels polonesos que van deixar les costes del país de l'or, gràcies a un acord polític inhabitual entre la Unió Soviètica i el govern polonès en l'exili de Londres. L'any 1941, després de la invasió de la Unió Soviètica per l'Alemanya nazi, els polonesos i els soviètics es van trobar del mateix costat, i van esdevenir, tot i que a desgrat, aliats. A Londres es va signar un tractat que assegurava l'alliberament de tots els polonesos de les presons i camps de treball. Les seues clàusules, que implicaven l'alliberament immediat dels presoners polonesos, no van ser mai aplicades ràpidament pels administradors del sistema penal soviètic. Tanmateix, una gran proporció dels supervivents va integrar-se en l'exèrcit polonès, deixant la Unió Soviètica per l'Orient Mitjà.
En aquesta època, els britànics i els americans no van acceptar pas els testimonis d'aquells que sortien dels camps de concentració soviètics. Els informes dels polonesos van ser ignorats per occident i sovint van ser refutats com a falsa propaganda contra la Unió Soviètica, difosa intencionadament pels polonesos anticomunistes. Gairebé deu anys més tard, els serveis secrets britànics van interrogar els polonesos a Anglaterra a propòsit de la seua experiència a la Unió Soviètica, per raons desconegudes.

## El camp de treball
La unitat de base era el camp de treball. Construït en un indret aïllat de la taigà, on havien estat descoberts filons d'or, el camp no era ni costós ni complicat. Estava obligat a ser autosuficient, a base del treball del presoner. Per descomptat eren els presoners els qui construïen integralment els camps, tallant i serrant la fusta i bastint els barracons. Tot començava amb una colònia de presoners en la taigà a principis de la curta estació d'estiu. La primera tasca dels homes era la construcció de tanques de fil d'aram amb punxes, barracons de fusta amb els habitacles per als presoners i els serveis, així com barraques exteriors per a la guàrdia i el comandant. Altre grup de presoners es destinava immediatament a la construcció d'una instal·lació primitiva per a l'explotació de l'or, obrint el sol i començant el treball miner. L'extracció d'or començava tot seguit a l'arribada dels homes. Les necessitats dels homes eren la darrera preocupació dels responsables. L'slogan situat a l'entrada del camp deia : « El país necessita metall ». Calia llegir « necessita or ».
Per exemple, en la mina d'or anomenada « Pionera », (o « Priisk pionnier » en rus), situada a 400-500 km al nord de Magadan en una vall al bell mig de muntanyes nevades :
"Durant l'estiu de 1941, el primer grup de presoners polonesos va arribar al camp. Ací, van trobar que entre els primers presoners que havien construït el camp dos anys abans, pocs quedaven en vida. Eren principalment els funcionaris del camp els qui, assegurant els serveis essencials, rebien les millors racions d'aliments, les millors robes i les millors condicions de vida. En aquesta època, dos barraques ocupades per homes que treballaven a la mina disposaven encara de teulades provisionals fetes d'escorça d'arbre, la barraca de la cuina estava a mitjan acabar i la sala mèdica era una simple cabana al costat de l'entrada al camp. La tanca de fil d'aram i la torre de guàrdia estaven sòlidament construïdes, i la barraca dels guàrdies, sobreelevada, tenia totes les comoditats permeses per les circumstàncies."

## La vida dels presoners
Molt de temps enrere, va haver-hi qui va expressar amb un cert talent poètic la tragèdia dels presoners amb cançons compostes amb acords dolços, tristos i melancòlics. Els presoners, al llarg de tota la regió de Kolimà, cantaven aquestes cançons amb nombroses variants. Anatol Krakowiecki, autor polonès, va recordar la primera estrofa amb la seua música, i la va transcriure en un llibre. Vet ací la traducció :
Visc a la costa de la mar d'Okhotsk
On acaba l'est llunyà
Visc en les privacions i la misèria
construint ací una nova instal·lació.
Privacions i misèria, fred, malaltia i fam no deixaven mai els treballadors forçats de Kolimà. I la instal·lació en qüestió no és una altra cosa que el mateix camp amb tots tels equipaments miners. D'altres estrofes descriuen la misèria en la qual vivien els presoners, i la darrera parla dels cims glaçats i nevats de les muntanyes, on les ànimes dels morts habitaven en el seu descans etern.
El salari pel treball i l'existència miserable era lliurat sota la forma de racions d'aliment, que variaven segons la productivitat de cada home. A l'estiu, quan la producció arribava al seu màxim, la millor ració era de 600 grams de pa, un bol de sopa clara tres vegades al dia i un quart d'areng salat. Per als homes menys productius, la ració de pa descendia a 400 o 200 grams per dia. A l'hivern, totes les racions es reduïen al mínim, i la sopa no se servia més que dues vegades al dia. Els treballs principals de l'hivern consistien a llevar la neu dels camins i passadissos, i excavar el sol per arribar al nivell del mineral.

## Les responsabilitats al camp
La supervisió del camp corresponia al destacament de guàrdies i al comandant. Els presoners-funcionaris, escollits entre els criminals de dret comú, controlaven els assumptes interns. Els presoners polítics estaven exclosos de les funcions interessants. La subordinació dels presoners als individus criminals tenia la seua justificació per a les autoritats penals. Els criminals eren l'extensió del terror policial. Aquests homes escollits s'assignaven a llocs com la supervisió interna, la cuina, l'aprovisionament o el manteniment de les barraques. Eren temuts pels altres presoners a causa del garrot que portaven i que feien servir per castigar els més febles del grup.
Els funcionaris tenien la responsabilitat de treure els homes de les barraques al matí, i d'utilitzar mitjans per a mantenir la taxa de productivitat el més elevada possible. L'ús de garrots, i les bastonades a colp de pala i pic, eren d'allò més corrent. Entre les mesures punitives aplicables als presoners, hi havia la reducció de les racions d'aliment o els treballs suplementaris després de les 12 hores de treball habituals. De vegades, el càstig era la mort, de la qual els funcionaris no eren mai els responsables.

### L'estat dels homes als camps
Krakowiecki, fent la descripció d'un grup d'homes tramesos des de la mina a un treball més fàcil de reparació de carreteres, dona una bona imatge del treball en les mines d'or. Vet ací com descriu aquest grup d'homes :

"...d'allà, de la mina d'or, ve una processó de fantasmes humans. Aquests homes han hagut d'assumir un treball penós, com animals, durant tota la temporada d'estiu. Els animals s'haurien rebel·lat o serien morts. L'home suporta més que ells. Explotats tota l'estació, han esdevingut esquelets. És difícil comprendre com aquests homes són encara en vida. Només la pell i l'os, sense exageració. Aquests éssers, en altre temps homes, completament destrossats físicament, ja no són necessaris a la mina d'or, perquè la seua productivitat és nul·la. Així, aquests homes mig morts són destinats al manteniment de carreteres."

### La mortalitat a Kolimà
Segons l'historiador britànic Robert Conquest, la taxa de mortalitat entre els presoners atenyia el 30% el primer any i gairebé el 100% en el segon. Les causes de les pèrdues eren, en primer lloc, les condicions climàtiques extremes, que comportaven la mort o les amputacions per congelació. Tot seguit, les racions alimentàries completament insuficients, que destrossaven els homes físicament i mentalment. I, finalment, les malalties massives, com l'escorbut i la disenteria. Aquestes malalties no suposaven ni hospitalització ni tractament.
En total, entre el 1937 i el 1953, segons les estimacions de Robert Conquest (estimacions revisades a la baixa en treballs recents), Kolimà va consumir tres milions de vides humanes, principalment originàries de l'URSS. En nombre relatiu, les pèrdues poloneses representen una proporció molt petita del total, però només un 5% entre aquests va sobreviure. Dels 12.000 polonesos deportats a aquesta regió entre el 1940 i el 1941, només 583 homes van eixir vius. Els extractes següents, obtinguts dels escrits dels supervivents, ens donen una idea de les condicions de vida dels presoners a Kolimà.
"...era estrany que una força de treball de 2000 o 3000 homes fos capaç de trametre tan sols 100 homes a la mina...

...entre 3000 presoners enviats a la mina Maksim Gorki l'any 1944, només 500 estaven en prou bona salut per ser tramesos a Laso la temporada següent...

...cap presoner polonès va tornar dels 3000 homes enviats als camps de Xukhots...

...a Maldiak, 16 dels 20 polonesos del meu grup van morir...

...a Komsomólets, hi havia només 46 supervivents sobre 436 homes...

...al 10è camp de treball especial de Magadan, sobre un total de 500 polonesos, només 130 van sobreviure...
Kolimà va ser també la tomba per a molts responsables comunistes caiguts en desgràcia. Molts d'entre ells van experimentar les privacions del treball en les mines d'or, abans que el fred, la fam, la malaltia i la misèria no consumiren la seua vida.
L'heroi del mediatitzat procés Kírov, Ivan Zaporójets, va esdevenir presoner a Kolimà abans de ser finalment executat l'any 1937. El primer director del « país glaçat », Eduard Berzin, va ser afusellat. Més tard, l'home que havia instituït el seu propi estil de terror en els camps sota la seua autoritat, Garaguin, va desaparèixer en algun indret del nord, en una de les mines d'or. El seu successor, Vixnevetski, va patir el mateix destí, irònicament processat per la mort de presoners que ell mateix havia portat per a una expedició destinada a trobar nous jaciments d'or.

### La quantitat d'or produïda
En aquesta enorme empresa estatal, que implicava milions de persones, en condicions de privacions mai no vistes, hi ha un altre vessant que no s'ha de perdre de vista. Aquest element és justament el preciat or. Segons les estimacions de Robert Conquest, la producció aurífera va començar amb algunes tones el primer any, i va assolir entre 400 i 500 tones a l'any al punt màxim de pèrdues humanes. Estimacions excessives i que avui dia quasi cal dividir entre 10.
Confrontar les tones de producció aproximades a les pèrdues humanes demostra que no va haver-hi més d'un quilogram d'or produït per cada vida humana perduda en el procés de producció.

### La Segona Guerra mundial
El desencadenament de la gerra amb l'Alemanya nazi l'any 1941, i les costoses pèrdues inicials al front, van forçar els dirigents soviètics a restringir la seua política envers la mà d'obra forçada. Veient que les seues fonts de treball eren limitades, van fer canvis dràstics en benefici dels presoners. La mà d'obra, que escassejava a causa de la guerra, va adquirir valor. El tracte dur dels anys 1937-1942 va ser abandonat, el que va permetre una millora de les condicions de vida als camps de treball. La taxa de mortalitat va descendir significativament. Durant uns anys, la Unió Soviètica, tot i continuar sent un imperi esclavista, va fer-se més tolerant envers els seus presoners.
Amb la victòria sobre Alemanya l'any 1945, van cessar les pèrdues al front. Aquesta situació va obrir noves fonts de mà d'obra en els països sotmesos. Els nouvinguts eren els presoners de guerra alemanys i japonesos, els nacionalistes ucraïnesos, romanesos, i fins i tot membres de la Tajna Armia Polska, l'exèrcit polonès de resistència, que havien ajudat a la Unió Soviètica. Tots aquests homes van omplir el buit deixat pels seus predecessors morts. Tanmateix, van trobar a Kolimà unes condicions de vida més tolerables que les patides anteriorment. Molts van purgar una pena de deu anys, i a causa dels canvis polítics a la Unió Soviètica, van poder finalment tornar als seus països d'origen.

### El final dels camps de Kolimà
Amb la dissolució de l'organització dels camps del « Dalstroi » l'any 1957, els soviètics van adoptar una nova política de treball a Kolimà. Tot i que la població de les presons estava encara sotmesa al treball forçat, es tractava sobretot de detinguts de dret comú. Els reclusos polítics van desaparèixer. La mà d'obra lliure ja existia a la regió, però una nova mà d'obra va ser reclutada pertot arreu de la Unió Soviètica sobre la base del voluntariat. Molts nous pioners s'hi van instal·lar, fundant famílies i construint cases. Homes i dones joves van ser atrets a aquest país fronterer amb la promesa d'elevats ingressos i d'un millor nivell de vida. La irrupció de la tècnica moderna va fer més confortable el país de l'or i ha fet d'ell una pròspera regió de l'actual Rússia.

## Les mentides sobre Kolimà
Amb el temps, el passat d'aquest territori del nord-est de Sibèria desapareix gradualment en l'oblit. La història d'aquest país durant el període comunista mai no ha estat en l'actualitat del món. Per a molts ucraïnesos, belarussos, estonians, russos, polonesos, lituans i letons el mot « Kolimà » és sinònim dels horrors d'Auschwitz, Buchenwald, Dachau, Treblinka et d'altres, encara que siga gairebé desconegut a occident. Avui dia, poques persones coneixen aquest nom i el lliguen al seu paorós passat. La seua infàmia roman amagada per a la resta del món, perquè el sistema secret soviètic no va deixar sortir cap informació cap a la resta del món. Les víctimes soterrades a la terra gelada no poden parlar, i els països occidentals van preferir acceptar les mentides de Stalin abans que la veritat que de vegades venia dels infreqüents supervivents.
El vicepresident americà, Henry Wallace, va visitar Kolimà l'any 1944. Després de la seua visita va deixar el país amb l'absoluta convicció de què « aquests camps mai no han existit ». Va quedar impressionat per la vida cultural de Magadan i pels magatzems ben aprovisionats.
Però durant els tres dies de la seua visita, els caps de Kolimà van fer tot el possible per amagar-li la realitat. Les torres de vigilància van ser enderrocades, als presoners se'ls va prohibir abandonar les seues barraques i el visitant americà no va poder fer-se la més mínima idea de la vida a la presó. Va ser conduït a l'única granja de la regió, a 23 km de Magadan, on unes xicotes ben vestides i ben alimentades (dones policies, disfressades de camperoles) li van donar una falsa impressió sobre l'esforç agrícola en aquesta part del país. També va ser portat en avió cap al nord, a la mina de Berelakh, on va trobar que les mines estatals eren una empresa impressionant.
Els miners, segons ell mateix, gaudien de bona salut, estaven ben equipats, i eren més productius que els seus col·legues de Fairbanks, a Alaska. Degustant un deliciós peix fresc del riu Kolimà, va complimentar al « cap del camp de les mines ». L'engany va ser un èxit total. El món exterior va rebre així un testimoni creïble i de primera mà sobre Kolimà.

## Conclusió
El secret sobre Kolimà encara està d'actualitat. Aquest país marcat per la infàmia, el patiment humà i la mort, encara està envoltat de misteri. Les enciclopèdies occidentals, documentals, i treballs periodístics rarament han investigat sobre aquest país sinistre. La tradició russa del secret va tenir un paral·lel amb la política occidental envers el passat soviètic, despreocupant-se de les innombrables tombes i empremtes de sang que encara poden trobar-se al permagel. La publicació russa « Magadan » no menciona pas el treball forçat en el desenvolupament de la capital de Kolimà, i evita tota informació que poguera desacreditar un lloc carregat d'un passat mortífer. L'Encyclopedia Britannica menciona breument el nom Kolimà com un riu àrtic amb comentaris insignificants a propòsit de les mines d'or. Cap al·lusió als camps i al treball forçat.
Comentant aquesta amnèsia, el professor Wladislaw J. Ciesielewicz va concloure així el seu article « El sagnant or rus » ;
"'George Orwell va predir en la seua ficció « 1984 » que les víctimes del « Big Brother » socialista serien suprimides fins i tot de la memòria de la gent, per esdevenir vertaders « no-éssers ». Avui, en l'any 1985 del món real, aquest destí ha arribat als 4 o 6 milions de víctimes del socialisme rus. A causa de la censura a Rússia i a les seues colònies (els antics països satèl·lits), i a les democràcies occidentals, aquestes persones han desaparegut virtualment en el poal de fem de la història. No apareixen més que en un petit nombre de llibres, i en fosques memòries, sovint inèdites, escrites en llengües diferents de l'anglès, que ningú no llegeix. Però no hi ha documentals televisius, ni pel·lícules, ni estudis històrics importants, ni discussions literàries sobre aquest tema, com tampoc conferències de drets de l'home, resolucions de l'ONU, audiències del congrés, monument o memorial que ens recorde el gran holocaust de Kolimà."
Kolimà, encara avui un important centre miner, ha canviat de cara després de l'era estalinista. Tanmateix, el seu llarg període de patiments humans i de sacrifici de vides no hauria de ser oblidat. Hi ha qui el considera com un lloc de genocidi, com Auschwitz, i que en aquest sentit, mereixeria ocupar un lloc en la història anàleg a la dels camps d'extermini nazis.

## Cronologia
1928 - 1929

Es delimiten terrenys aurífers a les riberes del riu Kolimà i es posen en explotació per part de l'Estat.
13 de novembre de 1931

Creació de la Societat de Construcció de les Carreteres i de la Indústria a la regió de l'Alt Kolimà (Dalstroi) amb seu a Magadan per a explotar les riqueses minerals, construir carreteres i industrialitzar una part del país, anomenat País d'Extrem Orient.
4 de febrer de 1932

Arribada d'un vaixell amb el primer comandant de Dalstroi, alt funcionari eminent de l'NKVD (policia política soviètica), P.E. Berzin amb els deu primers presoners.
1 d'abril de 1932

Ordre de crear per a les necessitats de Dalstroi el complex de camps Sevostlag (Camps de treball correccionals del Nord-est).
1932/1933

Al voltant d'11.100 presoners als camps de Kolimà (xifres de desembre de 1932). El 10% treballen en l'extracció de l'or. Només el 25% va sobreviure a l'hivern. Extracció de 500 kg d'or.
1933

Decisió de Berzin d'instituir per als presoners unes normes de treball, racionalitzant l'explotació i moderant el règim penitenciari amb el propòsit, entre d'altres, de disminuir la mortalitat.
1 de gener de 1934

Després de l'arribada de nous combois de presoners polítics i de dret comú, el nombre de detinguts de Sevostlag ateny els 30.000. Berzin estigmatitza els dolents tractaments infligits als presoners, les seues pèssimes condicions de vida, les prolongacions de penes sense motiu i d'altres abusos que comprometeren l'execució dels plans político-productius de Dalstroi.
1936

Extensió del terreny d'activitats de Dalstroi a 700.000 km quadrats.
1937

El nombre de presoners ha passat de 36.000 el 1935 a més de 70.000; l'extracció d'or ha passat de 14.500 el 1935 a 51.500 kg.
Març de 1937

Berzin informa d'una vaga de fam i d'un "complot de presoners trotskistes", condemnats posteriorment a mort i afusellats.
Juny de 1937

Stalin critica la política dels comandants dels camps de Kolimà com a permissiva i massa complaent amb els presoners.
Desembre de 1937

Berzin i els seus assistents són tramesos a Moscou, detinguts, inculpats d'espionatge i afusellats l'1 d'agost de 1938.
17 de gener de 1938

Denúncies dels redactors del periòdic del partit Sovétskaia Kolimà del règim totalitari imposat al camp pel nou comandant, K.A. Pàvlov. Stalin qualifica de demagògiques i no justificades les execucions massives de presoners decidides per S.N. Garanin, cap de l'NKVD a Sevostlag.
4 de març de 1938

Per decisió del Consell de Comissaris del Poble de l'URSS, Dalstroi, que des de la seua creació depenia del Consell del Treball i de la Defensa sota el Consell des Comissaris, se subordina a l'NKVD.
Desembre de 1938

Ósip Mandelstam, gran poeta rus, mor a Magadan, de camí a Kolimà.
1938-1939

En el transcurs de l'hivern, segons avaluacions no verificades d'antics presoners, més de 40.000 persones són mortes. Havent estat reemplaçades les pèrdues per nous combois, el nombre de presoners passa de 90.700 el gener de 1938 a 138.200 el gener de 1939.
11 d'octubre de 1939

Arran de la superació del límit de mortalitat entre els presoners i de no haver aconseguit acomplir els objectius d'extracció d'or i d'altres minerals, Pàvlov i Garanin són apartats; Garanin és condemnat a mort per espionatge i afusellat. Arribada a Magadan de l'escriptora Ievguénia Guínzburg, que passarà 18 anys als camps.
1939-1940

Entre 7.600 i 10.000 (estimacions) ciutadans polonesos es troben a Kolimà. Han estat apartats dels vells presoners soviètics i tramesos a mines llunyanes en l'est de Dalstroi, on les condicions de treball són particularment dures i perilloses. Extracció de 62 tones d'or el 1939; hom estima en 45 tones l'extracció d'or de mitjana en els anys següents.
10 de març de 1941

El territori de Dalstroi s'ha incrementat fins a 266.000 km quadrats (el 10% de la superfície de l'URSS a l'època), el nombre de presoners ateny els 190.000, dels quals 3.700 són antics membres de professions liberals, principalment enginyers, geòlegs i tècnics.
1942-1944

A causa de dificultats de transport, d'insuficiència de reserves humanes i de l'enviament al front d'una part dels presoners, el nombre d'aquests ha davallat fins a 84.700 el gener de 1944. El temps de treball ha estat prolongat per damunt de les 12 hores diàries, el que unit a un règim brutal, que no ha canviat malgrat la marxa de Pàvlov, ha conduït a augmentar la taxa de mortalitat dels detinguts.
Octubre de 1945

S'ha obert un camp de presoners de guerra japonesos a Magadan, dependent de Dalstroi; en el moment de l'alliberament el setembre de 1949 hi havia encara 3.479 presoners.
28 de febrer de 1948

Es crea el camp especial n°5, sotmès a un règim agreujat. Subordinat a Dalstroi i instal·lat en la part central, lluny del sector productiu de Dalstroi.
20 de setembre de 1949

Per a una millor organització i per tal de reforçar l'explotació del treball dels presoners, el Ministeri d'Afers Interiors de l'URSS crea l'Administració dels Camps de Treball de Dalstroi, amb les direccions de 26 unitats penitenciàries que havien estat creades abans de la guerra en 11 branques administratives de la indústria minera, fins aleshores dirigides pels comandants de les esmentades branques. La reorganització es posa en marxa lentament a causa de la resistència dels veterans de l'NKVD.
1949-1952

L'augment del nombre de presoners de 108.700 el gener de 1949 a gairebé 200.000 (199.726 diuen els informes) l'1 de gener de 1952 ha acompanyat aquesta reorganització. És en tota la Història de Dalstroi i de Kolimà el nombre de presoners més elevat. Les condicions de vida als camps, en relació al període de guerra, no han sofert més que una insignificant millora.
Maig de 1952

Fi de la reorganització dels camps de Kolimà, encetada el 1949; « El Sievostlag ha estat liquidat i el Dalstroi constitueix l'Administració Centrals dels Camps - (Gulag) » declarava I.V. Mitrakov, que era el comandant a l'època.
18 de març de 1953

Mort de Stalin i ascensió d'una nova direcció del partit i de l'Estat.
Per un decret del Consell de Ministres de l'URSS, el Dalstroi se subordina al Ministeri de la Metal·lúrgia, i els seus camps al Gulag, que depèn aleshores del Ministeri de Justícia.
Setembre de 1953

Inici de l'alliberament massiu de presoners i de la liquidació progressiva dels camps de Kolimà.
Hom estima que als camps soviètics del Gulag van trobar la mort més de 20 milions de persones, principalment ciutadans de l'URSS; només Kolimà va empassar-se entre 1932 i 1954 més d'un milió de vides humanes.